# Asticta strigosata
Asticta strigosata là một loài bướm đêm trong họ Erebidae.